# Erik Rush
Erik Rush (San José, California, 21 de junio de 1988) es un jugador de baloncesto con doble nacionalidad, estadounidense y sueca, que pertenece a la plantilla del Pallacanestro Forlì 2.015 de la Serie A2, la segunda división del baloncesto italiano. Con 1,97 metros de estatura, juega en la posición de escolta. 

## Trayectoria deportiva

### Universidad
Jugó cuatro temporadas con los Bobcats de la Universidad Estatal de Montana, en las que promedió 9,7 puntos, 3,5 rebotes y 2,0 asistencias por partido.

### Profesional
Tras no ser elegido en el Draft de la NBA de 2011, fichó por el Apollon Limassol BC de la liga chipriota, donde jugó catorce partidos, en los que promedió 9,4 puntos y 3,4 rebotes por partido.
En julio de 2012 se comprometió con el Pallacanestro Varese de la Lega Basket Serie A italiana, donde jugó dos temporadas como suplente, promediando 3,5 puntos y 1,9 rebotes por partido.
En agosto de 2014 fichó por el Viola Reggio Calabria de la Serie A2 Plata, donde jugó como titular una temporada, en la que promedió 16,6 puntos y 7,0 rebotes por partido. En agosto de 2015 acepta la oferta del Pallacanestro Ferrara de la Legadue Gold, donde jugó una temporada en la que promedió 17,2 puntos y 7,0 rebotes por partido.
La temporada siguiente fichó por el JL Bourg Basket de la Pro B francesa, donde jugó solo 9 partidos, regresando a Italia para firmar en el mes de diciembre por el Basket Recanati de la Serie A2, donde acabó la temporada promediando 16,6 puntos y 7,6 rebotes por partido.